# Station Heide
Station Heide is een spoorwegstation in Heide, een wijk in de gemeente Kalmthout, gelegen aan spoorlijn 12, die Antwerpen verbindt met Roosendaal in het Nederlandse Noord-Brabant. Het werd in 1897 officieel als halte geopend op de plaats waar een in de winter 1891-1892 gebouwd zandontginningsspoor naar de Kalmthoutse Heide aftakte en waaraan het ook zijn naam ontleende. In 1911 werd het een station. De restanten van het zandontginningsspoor zijn nog steeds zichtbaar in de huidige topografie van Heide. Het traject liep van het Statieplein (waar de overslagkade was naar het normaalspoor), via de huidige Guido Gezellelaan, via het huidige grindpad door de Withoefse Heide (GP 200), kruiste de Putsesteenweg en liep verder langs de Duitse Weg (GP 201) en (GP 205) in de Kalmthoutse Heide naar de Kambuusduinen (met de voormalige veldkeuken van de voormalige zandontginning).
Het stationsgebouw is van het type 1893 R10. In tegenstelling tot het type 1893 werd bij dit station geen gebruik gemaakt van een ontlastingsboog boven de muuropeningen.
Op dinsdag 30 november 2021 sloot het stationsloket definitief de deuren en werd het station een stopplaats.

## Omgeving
Onder invloed van het station Heide groeide de aanliggende buurtschap Withoef (genoemd naar een hoeve van de Witheren) uit tot het kerkdorp Heide. De nabijliggende Withoefse Heide verwijst naar de oude naam van de buurschap.
In de twintigste eeuw was Heide het vertrekpunt van veel Antwerpenaren voor een wandeling naar de Kalmthoutse Heide. Hierdoor kwamen er rond het station veel eet- en drankgelegenheden. Hiervan is nog weinig over, daar de meeste wandelaars nu met de auto komen naar de dichterbij gelegen parkeerplaatsen. Wél is er een restaurant gevestigd in het stationsgebouw.
Op het pleintje voor het station staat een herdenkingsmonument voor de Canadese soldaten die Kalmthout aan het einde van de Tweede Wereldoorlog bevrijd hebben.
Station Heide besteedt aandacht aan de striphelden Suske en Wiske. Er staat een beeld van het duo dat in 1995 bij het station is geplaatst naar aanleiding van 50 jaar Suske en Wiske. In de wachtzaal is er regelmatig ook een kleine tentoonstelling over de stripfiguren.
In 2018 werd loketbediende Jan Francken door de gemeente en NMBS nog gevierd voor zijn 30 jaar dienst te Heide. Hiermee heeft hij te Heide de meeste dienstjaren als loketbediende.

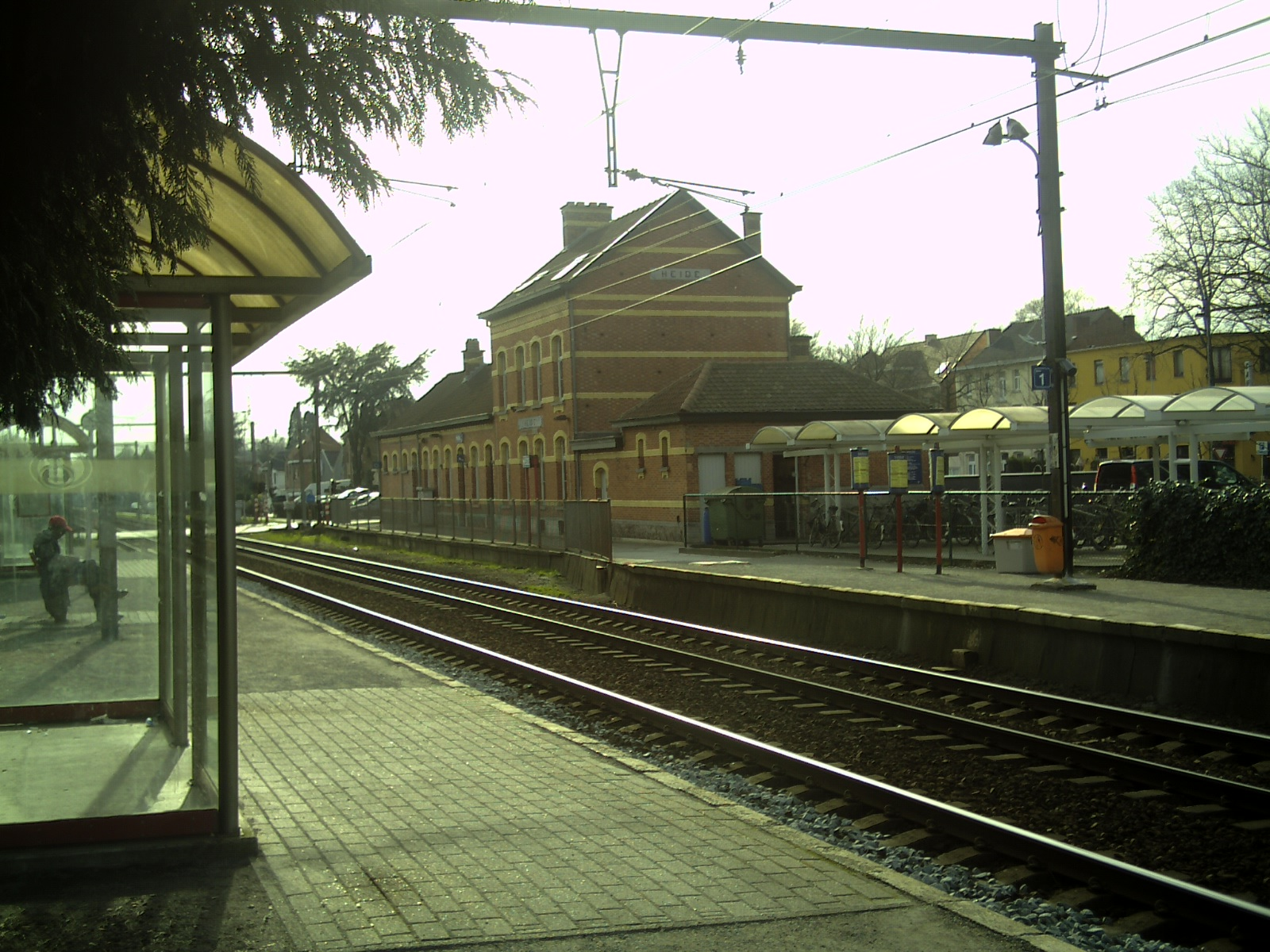
Het stationsgebouw gezien vanaf het perron.
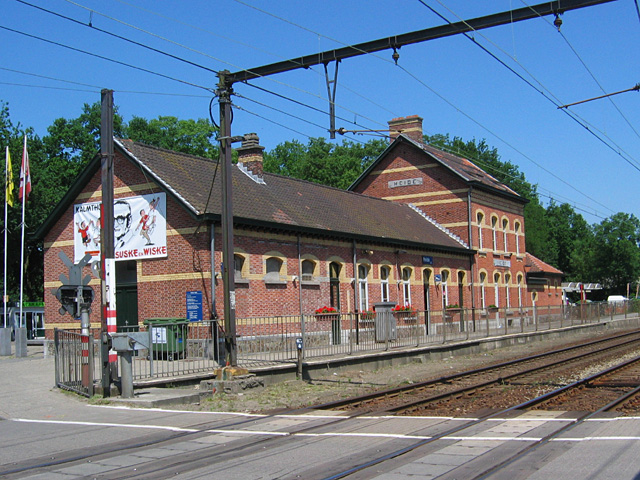

## Treindienst
| Serie       | Treinsoort               | Route                                                                     | Bijzonderheden             |
| ----------- | ------------------------ | ------------------------------------------------------------------------- | -------------------------- |
| IC 07       | Intercity (NMBS)         | Charleroi-Centraal – Brussel-Zuid – Antwerpen-Centraal – Heide – Essen    | Rijdt alleen op werkdagen. |
| S 32 2350   | S-trein Antwerpen (NMBS) | Puurs – Antwerpen-Centraal – Heide – Essen                                | Rijdt alleen op werkdagen. |
| S 32 2550   | S-trein Antwerpen (NMBS) | Puurs – Antwerpen-Centraal – Heide – Essen – Roosendaal                   |                            |
| P 7200/8200 | Piekuurtrein (NMBS)      | Roosendaal – Heide – Antwerpen-Centraal                                   | Rijdt alleen op werkdagen. |
| P 8220      | Piekuurtrein (NMBS)      | [ Hamont – ] / [ Essen – Heide – Antwerpen-Centraal – ] Leuven – Heverlee | Een trein op zondagavond.  |

## Reizigerstellingen
De grafiek en tabel geven het gemiddeld aantal instappende reizigers weer op een week-, zater- en zondag.
| Tabel: aantal instappende reizigers station Heide | Tabel: aantal instappende reizigers station Heide | Tabel: aantal instappende reizigers station Heide | Tabel: aantal instappende reizigers station Heide |
|                                                   | Weekdag                                           | Zaterdag                                          | Zondag                                            |
| ------------------------------------------------- | ------------------------------------------------- | ------------------------------------------------- | ------------------------------------------------- |
| 1977                                              | 741                                               | 163                                               | 455                                               |
| 1978                                              | 603                                               | 256                                               | 358                                               |
| 1979                                              | 542                                               | 240                                               | 260                                               |
| 1980                                              | 673                                               | 261                                               | 287                                               |
| 1981                                              | 603                                               | 230                                               | 345                                               |
| 1982                                              | 639                                               | 221                                               | 268                                               |
| 1983                                              | 644                                               | 180                                               | 149                                               |
| 1984                                              | 590                                               | 209                                               | 202                                               |
| 1985                                              | 558                                               | 212                                               | 171                                               |
| 1986                                              | 499                                               | 189                                               | 191                                               |
| 1987                                              | 497                                               | 135                                               | 213                                               |
| 1988                                              | 515                                               | 160                                               | 179                                               |
| 1989                                              | 650                                               | 177                                               | 142                                               |
| 1990                                              | 641                                               | 187                                               | 187                                               |
| 1991                                              | 812                                               | 181                                               | 209                                               |
| 1992                                              | 611                                               | 191                                               | 224                                               |
| 1993                                              | 533                                               | 159                                               | 146                                               |
| 1994                                              | 576                                               | 216                                               | 196                                               |
| 1995                                              | 526                                               | 179                                               | 146                                               |
| 1996                                              | 610                                               | 214                                               | 248                                               |
| 1997                                              | 532                                               | 240                                               | 269                                               |
| 1998                                              | 644                                               | 212                                               | 230                                               |
| 1999                                              | 563                                               | 212                                               | 170                                               |
| 2000                                              | 641                                               | 207                                               | 212                                               |
| 2001                                              | 709                                               | 170                                               | 154                                               |
| 2002                                              | 625                                               | 230                                               | 204                                               |
| 2003                                              | 626                                               | 200                                               | 219                                               |
| 2004                                              | 757                                               | 200                                               | 314                                               |
| 2005                                              | 811                                               | 239                                               | 268                                               |
| 2006                                              | 761                                               | 254                                               | 302                                               |
| 2007                                              | 849                                               | 250                                               | 261                                               |
| 2008                                              | -                                                 | -                                                 | -                                                 |
| 2009                                              | 791                                               | 194                                               | 176                                               |
| 2010                                              | -                                                 | -                                                 | -                                                 |
| 2011                                              | -                                                 | -                                                 | -                                                 |
| 2012                                              | 843                                               | 323                                               | 286                                               |
| 2013                                              | 905                                               | 282                                               | 269                                               |
| 2014                                              | 817                                               | 200                                               | 220                                               |
| 2015                                              | 875                                               | 208                                               | 229                                               |
| 2016                                              | 847                                               | 176                                               | 191                                               |
| 2017                                              | 927                                               | 314                                               | 256                                               |
| 2018                                              | 996                                               | 345                                               | 346                                               |
| 2019                                              | 1 149                                             | 348                                               | 332                                               |
| 2020                                              | 675                                               | 285                                               | 270                                               |
| 2021                                              | -                                                 | -                                                 | -                                                 |
| 2022                                              | 818                                               | 118                                               | 78                                                |
| 2023                                              | 996                                               | 246                                               | 265                                               |
| 2024                                              | 1 137                                             | 351                                               | 278                                               |

0,0: Antwerpen-Centraal ·
2,3: Antwerpen-Oost ·
3,4: Borgerhout ·
5,8: Antwerpen-Dam ·
8,3: Antwerpen-Luchtbal ·
9,1: Antwerpen-Noorderdokken ·
11,4: Ekeren ·
12,5: Sint-Mariaburg ·
13,8: Heikestraat ·
15,0: Kapellen ·
19,0: Kapellenbos ·
21,0: Heide ·
22,7: Kijkuit ·
24,0: Kalmthout ·
28,1: Wildert ·
32,1: Essen ·
23,0: Roosendaal ·
15,6: Oudenbosch ·
7,5: Zevenbergen ·
0,0: Moerdijk AR ·
0,0: Lage Zwaluwe